# Economia dual
Economia dual refere-se a coexistência de dois setores econômicos dentro do mesmo espaço, separados por diferentes níveis de desenvolvimento, tecnologia e padrões de demanda. Assim, um setor fará uso intensivo do Capital e será tecnologicamente mais avançado, enquanto outro setor vai empregar intensivamente o trabalho e ser tecnologicamente primitivo  O conceito foi criado por Julius Herman Boeke para descrever a presença simultânea de setores tradicionais e modernos em uma economia colonial 

## Aplicações
Este termo é geralmente aplicado no contexto de países em desenvolvimento, em que um setor é voltado para atender às necessidades locais, enquanto outro é dedicado ao mercado global.
Sir Arthur Lewis usou o conceito de uma economia dual baseado em sua teoria da oferta de trabalho. Lewis distinguiu um setor de subsistência, de baixa renda e da população rural, e um setor urbano capitalista e em expansão. Segundo Lewis, a economia urbana absorveria o trabalho das áreas rurais (mantendo baixo os salários urbanos) até que o excesso de trabalho rural esgotasse.
Em uma economia em desenvolvimento, a economia dupla apresenta o seguinte problema: deve-se alcançar o crescimento econômico através dos sectores tecnológicos (concentrando os recursos) ou bem difundir os recursos de uma economia à todos os setores para alcançar um crescimento mais equilibrado.

## Críticas
A comparação feita pelo Banco Mundial sobre o crescimento sectorial na Costa do Marfim, Gana e Zimbabwe desde 1965 trouxe elementos que contrariam a existência de um modelo de economia dual básica. A pesquisa evidenciou uma correlação positiva entre o crescimento indústrial e crescimento da agricultura. Os autores argumentam que para alcançar o crescimento econômico máximo, as políticas devem se concentrar em promover a agricultura e serviços bem como em desenvolver a industria